# Danh sách linh vật của Đại hội Thể thao Đông Nam Á
Kể từ năm 1985, Đại hội Thể thao Đông Nam Á đã có một linh vật trong mỗi kỳ.
| Kỳ đại hội | Năm diễn ra | Chủ nhà                         | Linh vật           | Diễn tả                                                                                   |
| ---------- | ----------- | ------------------------------- | ------------------ | ----------------------------------------------------------------------------------------- |
| XIII       | 1985        | Bangkok                         | Wichien-maat       | Một con mèo Xiêm.                                                                         |
| XIV        | 1987        | Jakarta                         | Không có linh vật  | Không có linh vật                                                                         |
| XV         | 1989        | Kuala Lumpur                    | Johan              | Một con rùa vàng.                                                                         |
| XVI        | 1991        | Manila                          | Kiko Labuyo        | Một con gà trống ở miền núi đầy màu sắc.                                                  |
| XVII       | 1993        | Singapore                       | Singa              | Một con sư tử với bờm đỏ hình trái tim.                                                   |
| XVIII      | 1995        | Chiang Mai                      | Sawasdee           | Một con mèo Xiêm cầm ô truyền thống Thái Lan.                                             |
| XIX        | 1997        | Jakarta                         | Hanuman            | Một nhân vật khỉ trắng trong thiên sử Ramayana.                                           |
| XX         | 1999        | Bandar Seri Begawan             | Awang Budiman      | Một cậu bé Brunei.                                                                        |
| XXI        | 2001        | Kuala Lumpur                    | Si Tumas           | Một con sóc vàng.                                                                         |
| XXII       | 2003        | Hà Nội và Thành phố Hồ Chí Minh | Trâu Vàng          | Một con trâu vàng.                                                                        |
| XXIII      | 2005        | Manila                          | Gilas              | Một con đại bàng Philippines.                                                             |
| XXIV       | 2007        | Nakhon Ratchasima               | Can                | Mèo Korat cầm khèn bè                                                                     |
| XXV        | 2009        | Viêng Chăn                      | Champa và Champi   | Một đôi voi mặc trang phục truyền thống của Lào. Champa (voi trắng) và Champi (voi hồng)  |
| XXVI       | 2011        | Jakarta và Palembang            | Modo và Modi       | Một đôi rồng Komodo. Modo (màu lục) và Modi (màu trắng)                                   |
| XXVII      | 2013        | Naypyidaw                       | Shwe Yoe và Ma Moe | Một đôi cú.                                                                               |
| XXVIII     | 2015        | Singapore                       | Nila               | Một con sư tử với bờm đỏ và khuôn mặt hình trái tim.                                      |
| XXIX       | 2017        | Kuala Lumpur                    | Rimau              | Một con hổ Mã Lai.                                                                        |
| XXX        | 2019        | Bulacan                         | Pami               | Một hình tượng quả bóng xốp.                                                              |
| XXXI       | 2021        | Hà Nội                          | Sao La             | Một con Sao la                                                                            |
| XXXII      | 2023        | Phnôm Pênh                      | Borey và Rumduol   | Một đôi thỏ trắng mặc trang phục truyền thống Khmer. Borey (xanh dương), Rumduol (màu đỏ) |
| XXXIII     | 2025        | Bangkok, Chonburi và Songkhla   |                    |                                                                                           |